# Colonia Primero de Mayo, Oaxaca
Colonia Primero de Mayo är en ort i Mexiko.   Den ligger i kommunen San Francisco Ixhuatán och delstaten Oaxaca, i den sydöstra delen av landet, 600 km sydost om huvudstaden Mexico City. Colonia Primero de Mayo ligger 15 meter över havet och antalet invånare är 113.
Terrängen runt Colonia Primero de Mayo är huvudsakligen platt, men åt nordost är den kuperad. Runt Colonia Primero de Mayo är det ganska glesbefolkat, med 24 invånare per kvadratkilometer. Närmaste större samhälle är San Francisco Ixhuatan, 1,2 km norr om Colonia Primero de Mayo. Omgivningarna runt Colonia Primero de Mayo är en mosaik av jordbruksmark och naturlig växtlighet.